# Ga Nakanoshima (Hokkaido)
Ga Nakanoshima (中の島駅) là nhà ga được vận hành bởi Tàu điện ngầm đô thị Sapporo ở Toyohira, Sapporo, Hokkaidō, Nhật Bản. Nhà ga được đánh số N11.

## Bố trí ga
| G                                 | Mặt đất                                                | Lối vào/Lối ra                    |
| Sân ga                            | Sân ga cạnh, cửa sẽ mở ở bên trái                      | Sân ga cạnh, cửa sẽ mở ở bên trái |
| Sân ga 1                          | Tuyến Namboku đi N12 Hiragishi (Hướng đi Makomanai) →  |                                   |
| Sân ga 2                          | ← Tuyến Namboku đi N10 Horohira-Bashi (Hướng đi Asabu) |                                   |
| Sân ga cạnh, cửa sẽ mở ở bên trái |                                                        |                                   |

## Lịch sử
Nhà ga mở cửa vào ngày 16 tháng 12 năm 1971 cùng với thời điểm khai trương Tuyến Namboku từ Ga Makomanai đến Ga Kita-Nijūyo-Jō.

## Xung quanh nhà ga
- Đền Nakanoshima
- Bưu điện Nakanoshima
- Đồn cảnh sát Nakanoshima
- Trung tâm phúc lợi Toyohira
- Viện nghiên cứu công trình công cộng, IAI
- Trung tâm nghiên cứu ngư nghiệp cá hồi, IAI

## Hình ảnh

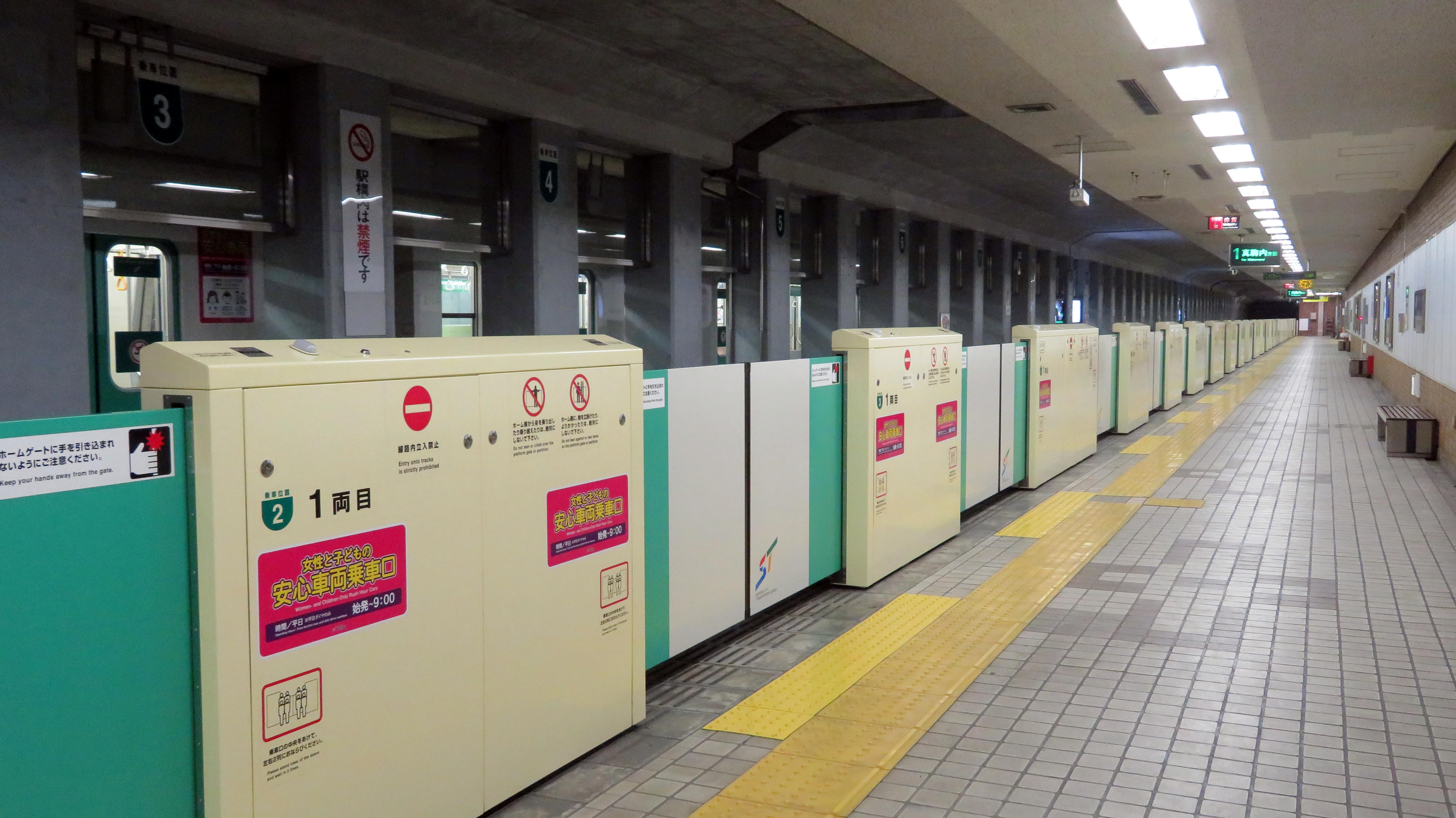
Sân ga